# 폭스바겐 테이론
폭스바겐 테이론(Volkswagen Tayron)은 폭스바겐의 준중형 스포츠 유틸리티 자동차다.

## 1세대
중국 FAW-VW에서 생산하는 중국 전략형 모델로 2018년에 출시되었다.

## 2세대
3세대 티구안의 롱바디 버전으로 2024년 4월 25일 중국에서 티구안 L로 선공개됐고, 유럽형은 2024년 10월 9일 테이론이라는 차명으로 공개됐다.

## 경쟁 차량
- 현대자동차 - 투싼
- 기아자동차 - 스포티지
- 쌍용자동차 - 코란도
- 혼다 - CR-V
- 닛산 - 캐시카이
- 토요타 - RAV4
- 지프 - 컴패스
- 푸조 - 3008